# Bulova

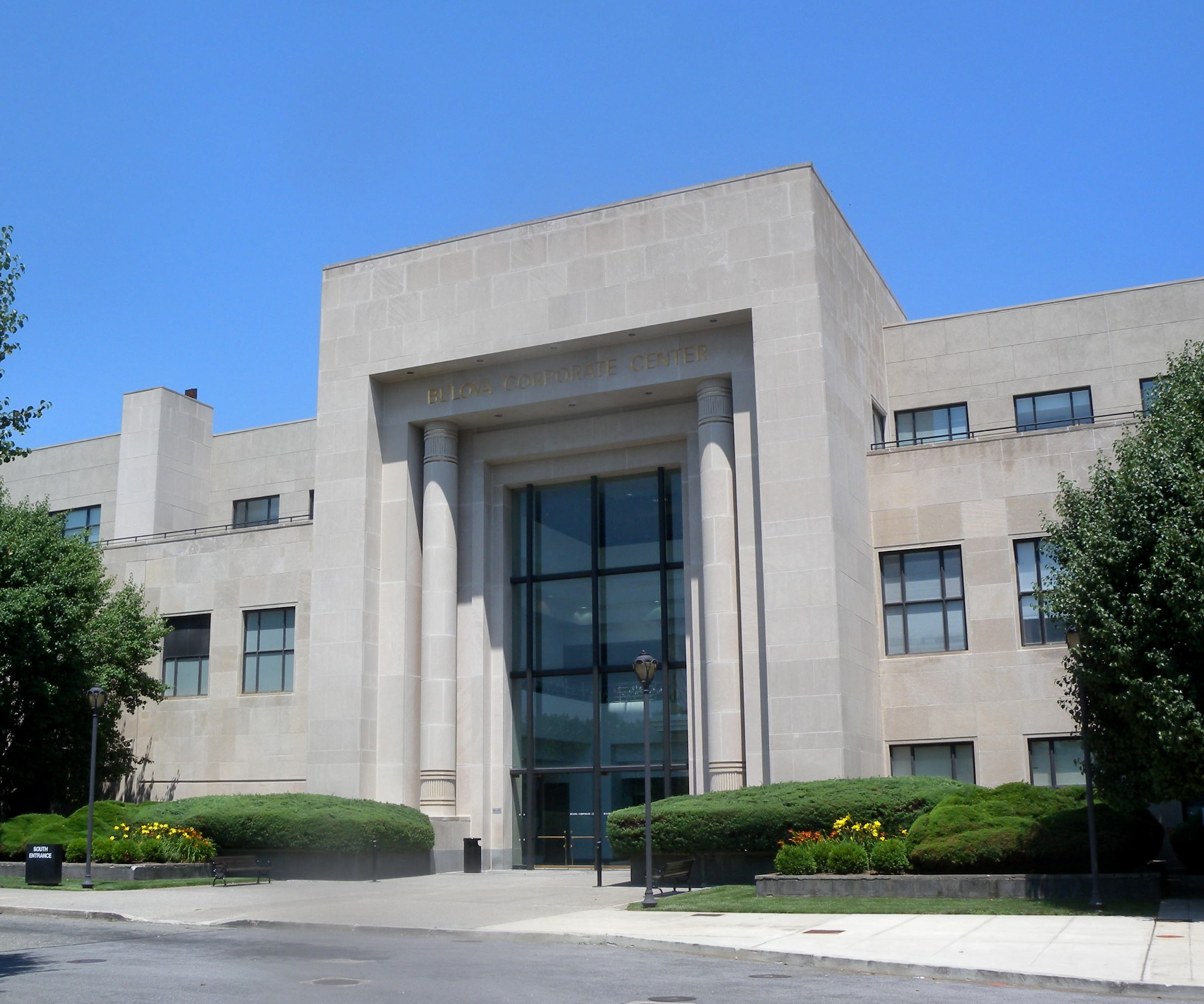
Sede da Bulova, em Nova Iorque

Bulova é uma indústria de relógios de pulso fundada em 1875 por Joseph Bulova, um imigrante da Tchecoslováquia que em 1870 foi morar nos Estados Unidos.
A marca é conhecida por ter sido a primeira a produzir um anúncio de rádio e, posteriormente, também o primeiro anúncio de televisão.